# Majna žlutohlavá
Majna žlutohlavá (Ampeliceps coronatus) je druh pěvce žijící v Jižní a Jihovýchodní Asii, konkrétně od SV Indie až po Vietnam.
Vyskytuje se tedy i v Myanmaru, Laosu, Thajsku či na jihu Číny.
Pro tento druh je velmi typické žluté zbarvení na hlavě, které ovšem jedinec získává až časem. Po narození je hlava černá. Na temeni se vytváří malá chocholka. Zbytek těla má leskle černou barvu.
Vyskytuje se v tropických a subtropických lesích (nížinných i smíšených), ale také v otevřené krajině.
Dosahuje délky 19 až 21 cm, z toho na ocas připadá přibližně 6 cm. Váží 78 až 99 g.
Snáší tři až čtyři modrozelená vejce, která jsou inkubována po dobu 14 až 15 dní, a to ve stromové dutině umístěné 5 až 15 metrů nad zemí.
Živí se zejména plody, doplňkově bezobratlými, případně malými obratlovci. Vyhledává je v korunách stromů. Zajímavostí je fakt, že lov probíhá v párech nebo skupinách.
Je řazena mezi málo dotčené taxony.

## Chov v zoo
Jedná se o mimořádně vzácně chovaný druh. V červnu 2020 byla chována jen v osmi evropských zoo –⁠ dvou nizozemských, jedné dánské, jedné řecké, jedné rakouské, jedné polské a jedné české zoo (Zoo Praha).
V roce 2019 se v rámci evropských zoo odchov podařil jen v Zoo Praha.
V minulosti byla chována v zázemí Zoo Plzeň či v několika německých zoologických zahradách. Aktuálně v nich však chybí.

### Chov v Zoo Praha
Majna žlutohlavá je v Zoo Praha chována od roku 2017, kdy byl dovezen pár. Ke konci roku 2018 byl chován tento pár. V květnu 2020 se vylíhla dvě mláďata a další následovalo v červnu téhož roku. Rovnou tři pak přišla na svět v srpnu 2020.
Tento druh je k vidění v pavilonu Sečuán – pavilonu ptáků z podhůří Himálaje v centru dolní části zoo.